# Qarayazı (Göyçay)
Qarayazı è un comune dell'Azerbaigian situato nel distretto di Göyçay. Conta una popolazione di 2 131 abitanti.